# Norrvidinge socken
Norrvidinge socken i Skåne ingick i Onsjö härad, med en del till 1937 i Harjagers härad, ingår sedan 1971 i Svalövs kommun och motsvarar från 2016 Norrvidinge distrikt.
Socknens areal är 20,35 kvadratkilometer varav 20,15 land. År 2000 fanns här 598 invånare. Kyrkbyn Norrvidinge med sockenkyrkan Norrvidinge kyrka ligger i socknen.

## Administrativ historik
Socknen har medeltida ursprung. Socknen hörde tidigt helt till Harjagers härad.
Vid kommunreformen 1862 övergick socknens ansvar för de kyrkliga frågorna till Norrvidinge församling och för de borgerliga frågorna bildades Norrvidinge landskommun. Landskommunen uppgick 1952 i Teckomatorps landskommun som upplöstes 1969 då denna del uppgick i Svalövs landskommun som 1971 ombildades till Svalövs kommun. Församlingen uppgick 2006 i Teckomatorps församling.
Före 1937 låg en del av socknen i Harjagers härad. Häradsdelen hade en areal av 6,75 kvadratkilometer, varav 6,69 land.
1 januari 2016 inrättades distriktet Norrvidinge, med samma omfattning som församlingen hade 1999/2000.  
Socknen har tillhört län, fögderier, tingslag och domsagor enligt vad som beskrivs i artikeln Onsjö härad. De indelta soldaterna tillhörde Norra skånska infanteriregementet, Onsjö kompani och Skånska husarregementet, Fjerresta skvadron och Landskrona skvadron, Billesholms kompani.

## Geografi
Norrvidinge socken ligger öster om Landskrona kring Saxån. Socknen är en odlad slättbygd.

## Fornlämningar
Boplatser från stenåldern är funna. Från bronsåldern finns gravhögar. från järnåldern finns flatmarksgravfält.

## Namnet
Namnet skrevs 1256 Hwitingy Nörre och kommer från kyrkbyn. Efterleden kan vara inbyggarbeteckningen inge bildat till ett namn på en nu försvunnen sjö som innehöll adjektivet vit, syftande på vit växtlighet som ängsull, och norr indikerande läget i förhållande till sjön och Södervidinge socken..
Socknen skrevs före 22 oktober 1927 även Norrhvidinge socken.